# Anne Beaumanoir

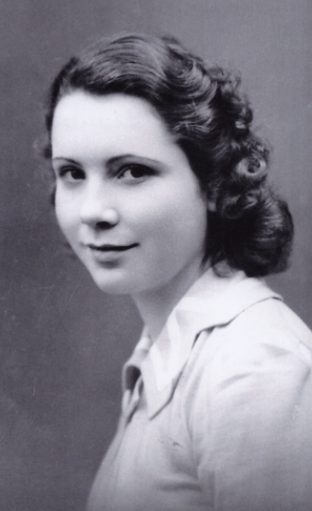
Anne Beaumanoir op 17-jarige leeftijd

Anne Beaumanoir, voluit Annette Beaumanoir (Saint-Cast-le-Guildo, 30 oktober 1923 – Quimper, 4 maart 2022), was een Franse neurofysioloog, die door de Yad Vashem als Rechtvaardige onder de Volkeren is onderscheiden. Haar ouders ontvingen de onderscheiding ook. Ze was communist, al tijdens de Tweede Wereldoorlog, maar hielp het Front de libération nationale (FLN) tijdens de Algerijnse Oorlog, waarin Algerije voor onafhankelijkheid streed. Ze werd daarvoor door Frankrijk tot een gevangenisstraf veroordeeld, maar wist deze door een succesvolle vluchtpoging te ontlopen.

## Leven
Beaumanoir ging geneeskunde studeren in Parijs en werd daar lid van de Franse Communistische Partij. Ze werd er in juni 1944 van geïnformeerd dat er in het 13e arrondissement, Parijs, een razzia zou worden gehouden. Ze kende daar mensen die aan Joden onderdak hadden gegeven. Ze is tegen het adagium van de Communistische Partij toch gaan waarschuwen en heeft de twee jongste kinderen van het gezin, Daniël van zestien en Simone van veertien, meegenomen. Ze kregen onderdak bij andere leden van de Résistance, werden daar door de Gestapo overvallen, maar Daniël en Simone konden met de Franse leider over de daken van de huizen ontkomen. Anne's ouders vingen de twee kinderen op.
Ze zette na de Tweede Wereldoorlog haar studie in Marseille voort. Ze leerde daar priester-arbeiders kennen en wat die voor de bevolking van Algerije deden. Ze trad in 1955 uit de Communistische Partij. Ze deed nog wetenschappelijk onderzoek in Parijs en koos in de tijd van de Algerijnse Oorlog voor de kant van het FLN, maar werd daarvoor gearresteerd en tot 10 jaar gevangenisstraf veroordeeld. Het lukte haar toen haar zoon werd geboren te ontsnappen en ze vluchtte alleen naar Tunis, omdat het in Algerije nog niet veilig was. Ze kreeg daar onder Frantz Fanon werk als neurofysioloog, kreeg na de Verdragen van Évian onder de regering van Ahmed Ben Bella van Algerije een functie in het ministerie van Volksgezondheid, maar vluchtte in 1965, toen de regering van Ahmed Ben Bella omver werd geworpen, naar Zwitserland. Ze werd daar hoofd van de afdeling neurofysiologie van het ziekenhuis van de Universiteit van Genève.
Anne en haar ouders werden op 27 augustus 1967 door de Yad Vashem als Rechtvaardige onder de Volkeren onderscheiden. 
Beaumanoir overleed op 98-jarige leeftijd.
- Bibsys: 1602157052197
- Bibliothèque nationale de France: cb15511623g (data)
- Gemeinsame Normdatei: 140193901
- International Standard Name Identifier: 0000 0000 7990 2699
- Library of Congress Control Number: no97009892
- Nationale Bibliotheek van Tsjechië: ola20201096985
- Nationale Bibliotheek van Israël: 987007605745905171
- Système universitaire de documentation: 142621897
- Virtual International Authority File: 34760660
- WorldCat: E39PBJvXkkVXVcY7YCrjhwgdwC